# Čestnoe volšebnoe
Čestnoe volšebnoe (Честное волшебное) è un film del 1975 diretto da Jurij Sergeevič Pobedonoscev.

## Trama
Il film racconta di una ragazza di nome Marina, che era incurante di qualsiasi attività, dicendo: "E così va". E la madre le rispose che questo era il nome della malvagia strega